# Nikkoptyelus dimidiatus
Nikkoptyelus dimidiatus är en insektsart som först beskrevs av Matsumura 1904.  Nikkoptyelus dimidiatus ingår i släktet Nikkoptyelus och familjen spottstritar. Inga underarter finns listade i Catalogue of Life.